# Stellinha Egg
Stella Maria Egg, conhecida artisticamente como Stellinha Egg (Curitiba, 18 de julho de 1914 - Curitiba, 17 de junho de 1991), foi uma atriz, compositora e cantora brasileira.
Foi casada com o maestro Lindolfo Gaya e parceira musical de Luiz Gonzaga, Dorival Caymmi, Silvio Caldas, entre outros.

## Biografia
Nascida na capital paranaense, foi influenciada musicalmente pela família muito cedo e aos cinco anos começou a cantar em festas da Igreja Evangélica. Despontou para a carreira artística na Rádio Clube Paranaense e, ao vencer um concurso de melhor intérprete, foi contratada pela Rádio Tupi de São Paulo. Na capital paulista, também trabalhou na Rádio São Paulo e Rádio Cultura e, no início da década de 1940, foi contratada na Rádio Tupi do Rio de Janeiro. Além das apresentações radiofônicas, que era o maior sucesso para um cantor nas décadas de 1940 e 1950, apresentou-se em espetáculos musicais no Brasil e na Europa.
Stellinha gravou diversas composições, como: Boi Barroso, Samba lelê, Cantigas do meu Brasil, entre outras e era uma especialista em música popular e folclórica, gravando e compondo com grandes personalidades da MPB.
Na década de 1980, retornou a sua cidade natal e após o falecimento de Lindolfo Gaya, nunca mais se apresentou. Faleceu em 1991 aos 77 anos de idade.

## Discografia
- Uma lua no céu....outra lua no mar/Tapioquinha de coco (1944)
- Lamento negro/Terra seca (1949)
- Catolé/Bum-qui-ti-bum (1950)
- O vizinho é do contra/Menino dos olhos tristes (1950)
- Pregão/Sá Dona (1951)
- O canto de Iara/Prenda minha (1951)
- Fandango/Não consigo esquecer você (1952)
- Mais ninguém/Toca sanfoneiro (1952)
- Quem sabe?/Tão bom que está (1952)
- Canção de Natal/Ano Novo (1952)